# Chrysolina sanguinolenta
Chrysolina sanguinolenta är en skalbaggsart som först beskrevs av Carl von Linné 1758.  Chrysolina sanguinolenta ingår i släktet Chrysolina, och familjen bladbaggar. Enligt den svenska rödlistan är arten nära hotad i Sverige. Arten förekommer i Götaland, Öland och Svealand. Artens livsmiljö är jordbrukslandskap, stadsmiljö, havsstränder.

## Bildgalleri

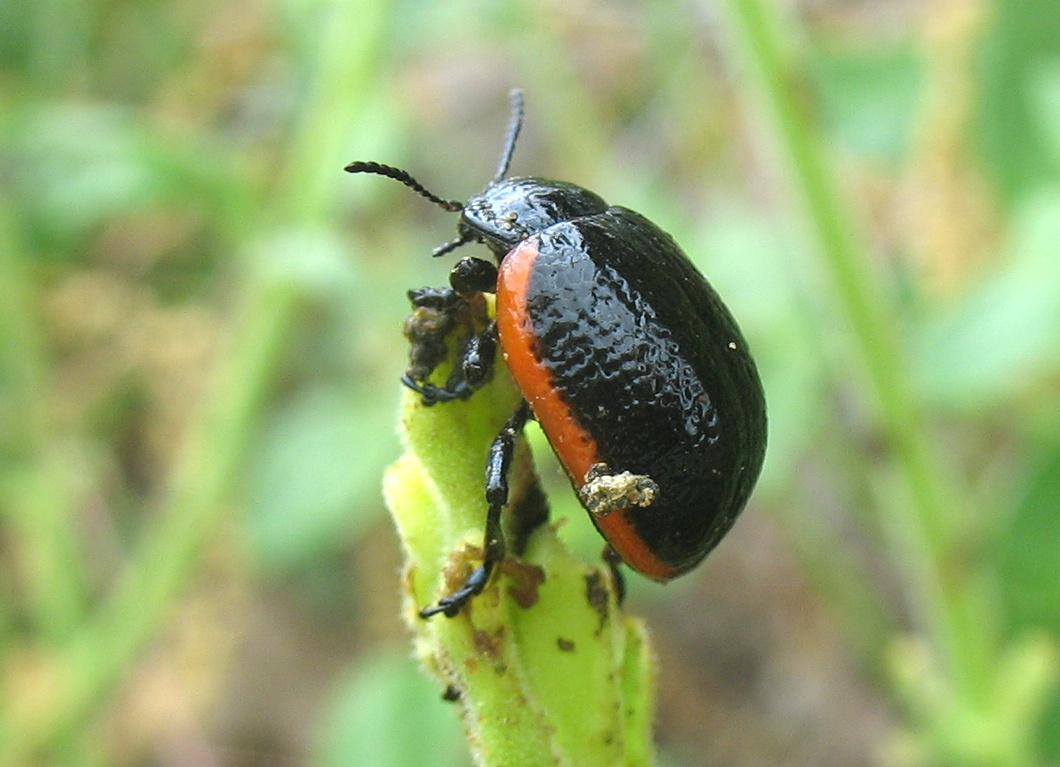
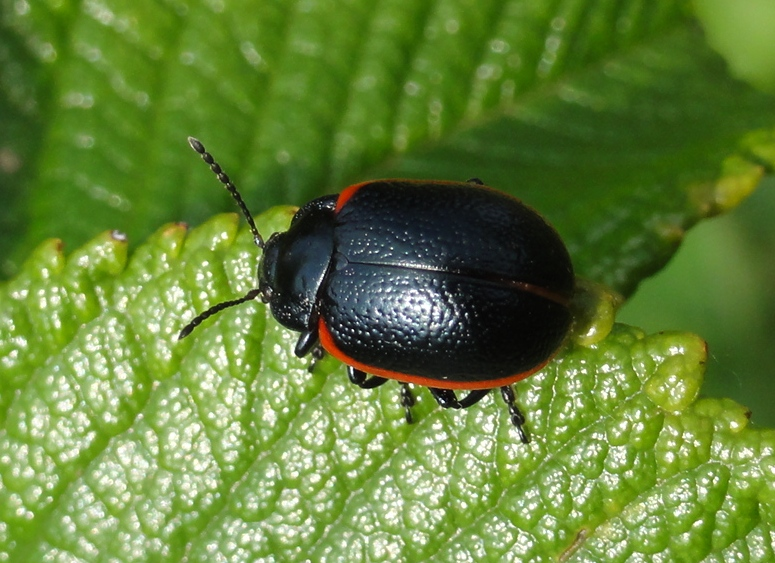
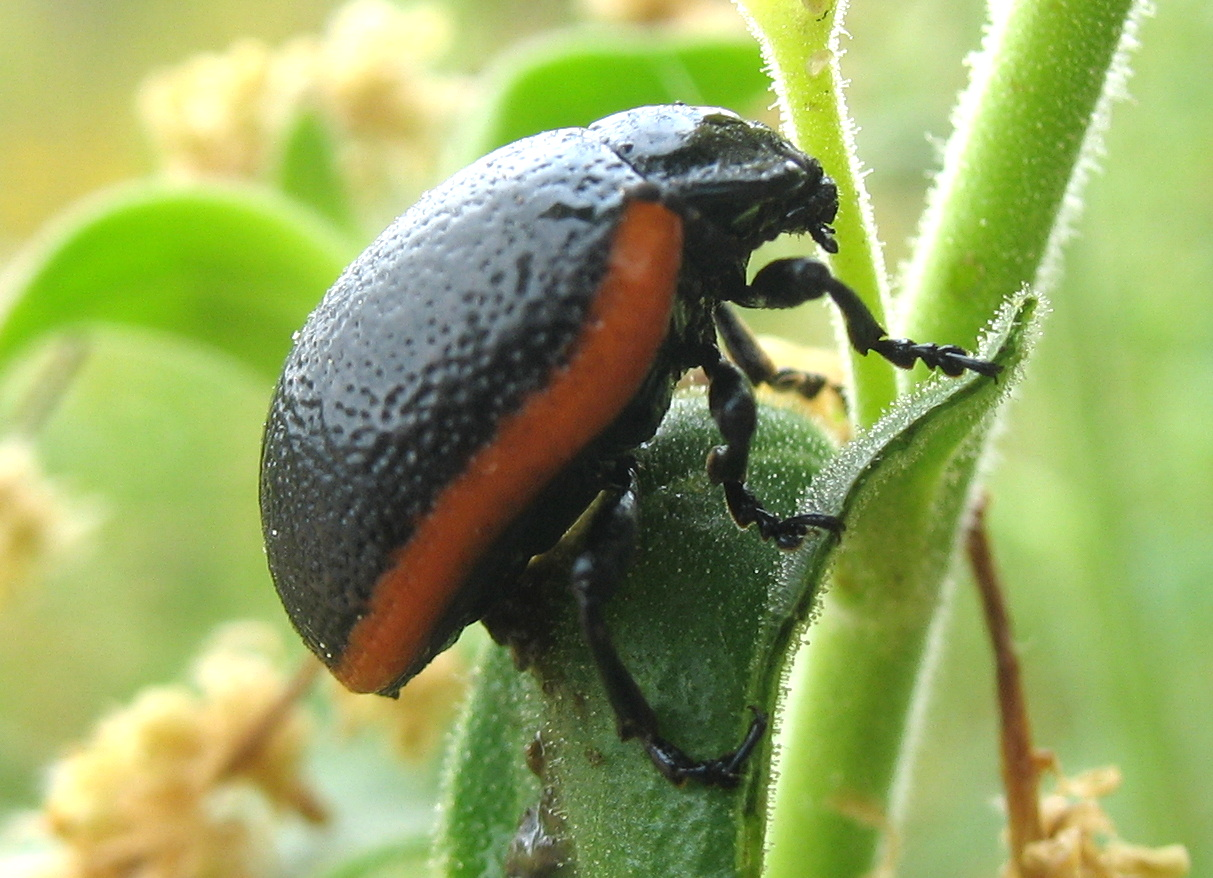
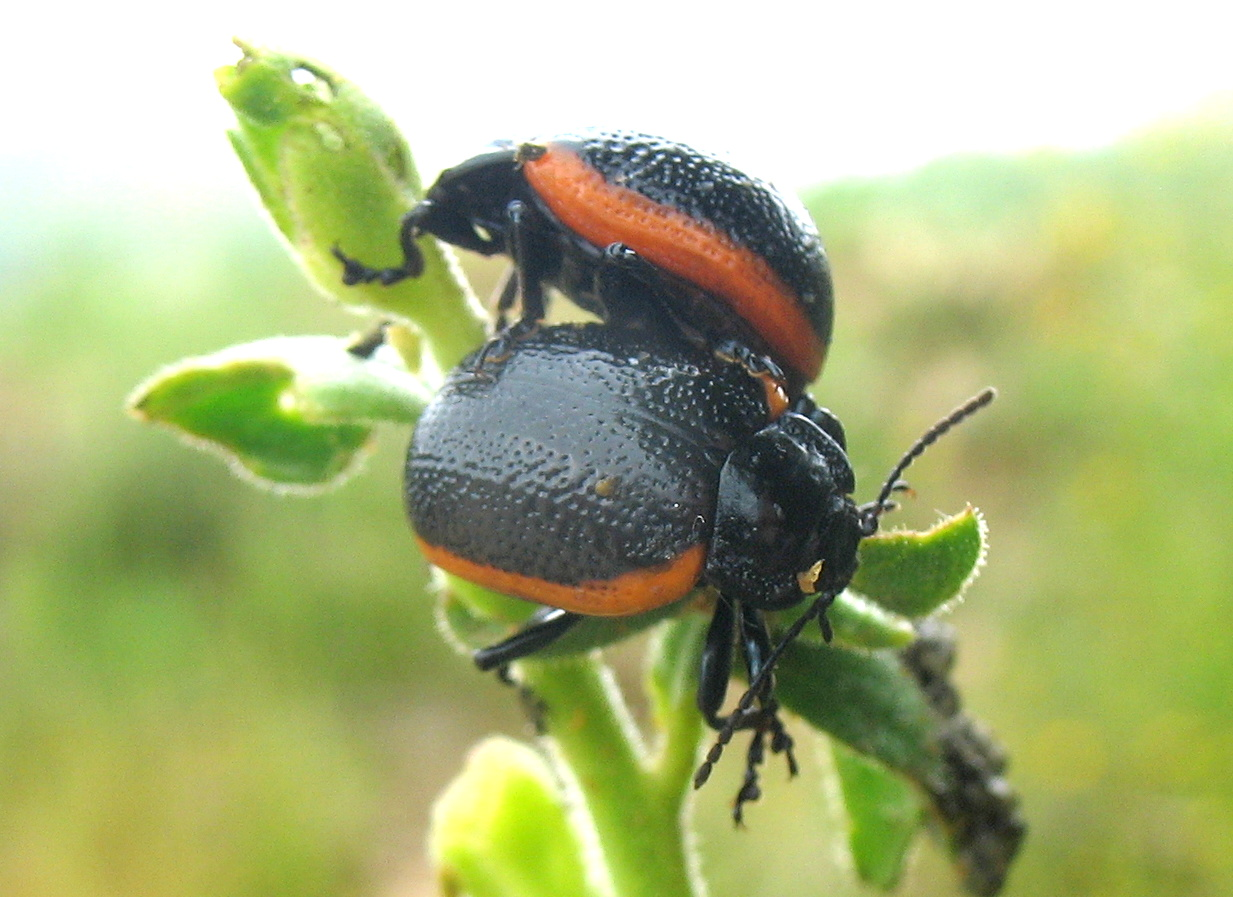
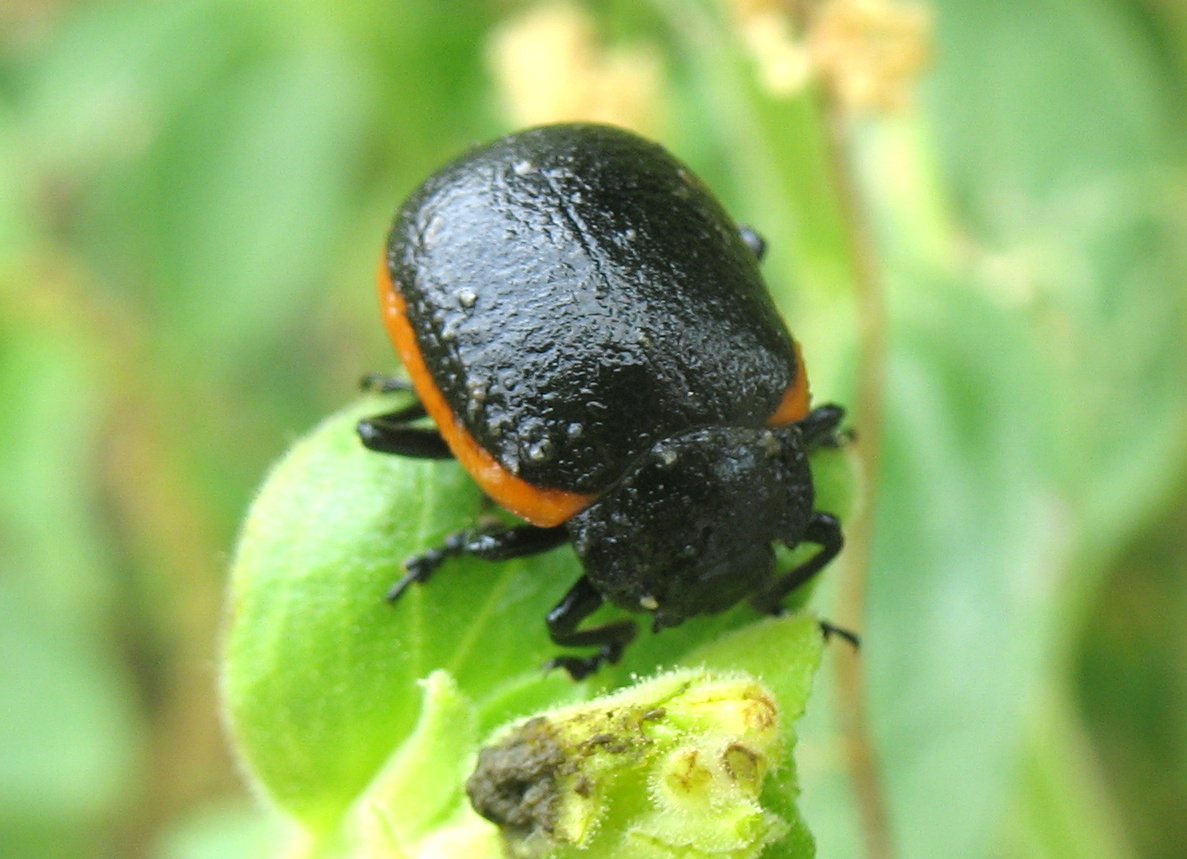